# Germaine de France
Germaine de France, née Hortense Germaine Erpeldinger le 18 juillet 1891 dans le 19e arrondissement de Paris et morte le 30 octobre 1974 à Neuilly-sur-Seine, est une actrice française.

## Filmographie

### Cinéma
- 1913 : Les Moineaux affamés de Émile Chautard
- 1918 : L'Argent qui tue de Georges Denola
- 1952 : Jocelyn de Jacques de Casembroot
- 1953 : Rue de l'Estrapade de Jacques Becker
- 1953 : Lettre ouverte de Alex Joffé - La vieille locataire
- 1953 : La Route Napoléon de Jean Delannoy - Mme Martel
- 1953 : La nuit est à nous de Jean Stelli
- 1955 : Le Village magique de Jean-Paul Le Chanois
- 1955 : Chiens perdus sans collier de Jean Delannoy - L'assistante
- 1957 : Le Cas du docteur Laurent de Jean-Paul Le Chanois - Mme Vanolle
- 1957 : Les Suspects de Jean Dréville - Mme Perrache
- 1957 : Pot-Bouille de Julien Duvivier - Mme Menu, la tante de Fanny
- 1958 : Madame et son auto de Robert Vernay
- 1959 : Les Amants de demain de Marcel Blistène
- 1961 : Par-dessus le mur de Jean-Paul Le Chanois - La bonne fée
- 1963 : Les Roses de la vie de Paul Vecchiali
- 1965 : Le Corniaud de Gérard Oury : la vieille dame qui chante
- 1966 : Les Ruses du diable de Paul Vecchiali - Mariette
- 1966 : Paris brûle-t-il? de René Clément - La vieille dame
- 1970 : Les Derniers Hivers, court métrage de Jean-Charles Tacchella
- 1972 : L'Étrangleur de Paul Vecchiali - la vieille dame
- 1972 : La Course du lièvre à travers les champs de René Clément - la vieille dame au téléphone

### Télévision
- 1968 : Au théâtre ce soir : Les Glorieuses d'André Roussin, mise en scène Pierre Dux, réalisation Pierre Sabbagh, Théâtre Marigny
- 1970 : Au théâtre ce soir : Doris de Marcel Thiébaut, mise en scène Jacques-Henri Duval, réalisation Pierre Sabbagh, Théâtre Marigny
- 1972 : Au théâtre ce soir : Les Œufs de l'autruche d'André Roussin, mise en scène de l'auteur, réalisation Pierre Sabbagh,   Théâtre Marigny

## Théâtre
- 1912 : L'Honneur japonais de Paul Anthelme, Théâtre de l'Odéon
- 1912 : Le Double Madrigal de Jean Auzanet, mise en scène André Antoine, Théâtre de l'Odéon
- 1913 : La Rue du Sentier de Pierre Decourcelle et André Maurel, Théâtre de l'Odéon
- 1913 : Rachel de Gustave Grillet, Théâtre de l'Odéon
- 1921 : Chéri de Colette, mise en scène Robert Clermont, théâtre Michel à Paris
- 1925 : Le Prince charmant de Tristan Bernard, Théâtre Michel
- 1925 : Une femme d'Edmond Guiraud, Théâtre Fémina
- 1948 : Les Œufs de l'autruche d'André Roussin, mise en scène Pierre Fresnay, Théâtre de la Michodière
- 1950 : Les Œufs de l'autruche d’André Roussin, mise en scène Pierre Fresnay, Théâtre des Célestins
- 1954 : L'homme qui était venu pour diner de George Kaufman & Moss. Hart, mise en scène Fernand Ledoux, Théâtre Antoine
- 1955 : Les Œufs de l'autruche d'André Roussin, mise en scène Pierre Fresnay, Théâtre de la Michodière
- 1957 : Fin de partie de Samuel Beckett, mise en scène Roger Blin, Studio des Champs-Elysées
- 1958 : Plainte contre inconnu de Georges Neveux, mise en scène José Quaglio, Théâtre du Vieux-Colombier
- 1960 : Les Glorieuses d'André Roussin, mise en scène de l'auteur, Théâtre royal du Parc, Théâtre de la Madeleine
- 1963 : Et jusqu'à Béthanie de Jean Giraudoux, mise en scène Raymond Rouleau, Théâtre Montparnasse